# Tetraneura reticulata
Tetraneura reticulata är en insektsart. Tetraneura reticulata ingår i släktet Tetraneura och familjen långrörsbladlöss. Inga underarter finns listade i Catalogue of Life.